# Slot Kaltenberg
Het Slot Kaltenberg (Duits: Schloss Kaltenberg) in het dorp Kaltenberg in de gemeente Geltendorf (Landkreis Landsberg am Lech, Oberbayern) is een in 1292 gebouwde hoogteburcht en is het eigendom van de bewoner Luitpold von Bayern, achterkleinzoon van de laatste koning van Beieren, Lodewijk III.
Slot Kaltenberg, dat ook de plaats is waar jaarlijks het Kaltenbergse riddertoernooi plaatsvindt, ligt in de buurt van de Ammersee, niet ver van München, de hoofdstad van de deelstaat, (ca. 55 km) en de middeleeuws-romantische grote districtshoofdstad Landsberg am Lech (ca. 19 km).

## Geschiedenis

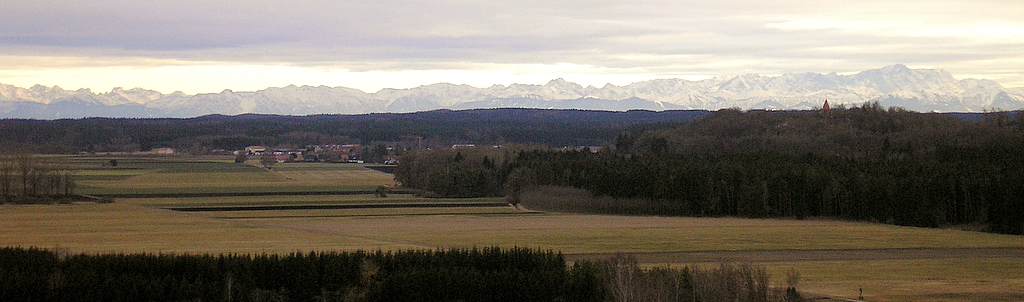
De slotberg voor het Wettersteingebergte

Het slot werd opgericht in 1292 door Rudolf I van de Palts, Hertog van Opper-Beieren en Paltsgraaf aan de Rijn. In 1296 werd het tijdens een familievete van de Hegnenberger verwoest en rond 1300 kwam het in het bezit van de Rohrbacher zu Hegnenberg.
Omstreeks 1425 begon de Augsburgse patriciër Peter Rehlinger met de wederopbouw. Van 1469 tot 1612 was de burcht in het bezit van de Hundt zu Lautterbach en Sulzemoos. In 1514 werd de Beierse geschiedschrijver en staatsman Wiguläus Hundt in dit slot geboren. In 1612 werd het in bezit genomen door de Landsbergse Jezuïeten. Tijdens de Dertigjarige Oorlog (1633) werd het door de Zweden verwoest. Nadat in 1773 de Jezuiëtenorde was opgeheven, nam in 1781 de Orde van Malta het bezit van het slot over.
In 1808 wordt het Slot Kaltenberg staatsbezit. Van 1822 tot 1845 zijn de graven van Hegnenberg-Dux de slotheren, maar ze zullen er echter nooit wonen en gebruikten slechts de steenbakkerij van de burcht. Van 1841 tot 1854 bouwde de Beierse koninklijke ingenieur-geograaf Johann Adolph Sommer, zwager van de schilder Lorenzo Quaglio, het slot in neogotische stijl om. De markante zuidwesttoren met het poortgebouw kreeg toen zijn huidige uitzicht. Johann Adolph Sommer, wiens graf zich op het oude zuidelijke kerkhof (sectie 18, rij 14, nr. 37/38) in München bevindt, is de betovergrootvader van de bekende schrijver Sigi Sommer.
Van 1854 tot 1876 veranderde het slot regelmatig van eigenaar, met name: Nikolaus Hofmann, Paul Radlmayr, Anton Heilmair, Georg Heilmair. Van 1876 tot 1917 zou het in handen zijn van de familie von Willibald. Sigmund von Willibald bouwde in 1876 de slotbrouwerij Kaltenberg. Van 1917 tot 1939 zou de familie Schülein het in bezit hebben. Joseph Schülein (1854–1938) beheerde - later bijgestaan door zijn zoon Fritz - met groot succes de brouwerij en de slotgoederen, waartoe ook de veenderij en schapenfokkerij in Emminger Moos behoorden. In februari 1939, na de onteigening, vluchtte Fritz Schüleins voor de antisemitische vervolging (zo werd Fritz Schülein op 10 november 1938 in Dachau opgesloten), en het landgoed Kaltenberg werd onder het beheer van de regering van Opper-Beieren geplaatst.
In 1949 volgde de restitutie aan Fritz Schülein na langdurige onderhandelingen met de schadevergoedingsinstanties. In 1954 volgde de verkoop aan het Huis Wittelsbach. 

## Nieuwe tijd
Tot op de dag van vandaag (er werd sinds 1876 gebrouwen) herbergt Slot Kaltenberg een deel van de brouwinstallaties van de König Ludwig Schlossbrauerei. Hier wordt 100.000 hectoliter bier per jaar gebrouwen. Een andere (grotere) brouwinstallatie bevindt zich in het 20 km verder gelegen Fürstenfeldbruck.
Het slot is vandaag de woonplaats van Luitpold von Bayern, en diens familie. Het dient echter ook als evenementenruimte en biedt tevens onderdak aan twee restaurants. 
In 1979 organiseerde Luitpold von Bayern voor het eerst een riddertoernooi op slot Kaltenberg. De "Kaltenbergse riddertoernooien" op het slotterrein worden jaarlijks door tienduizenden bezocht. Het hoofdevenement vindt in de grote toernooiarena onderaan het slot plaats, dat in 2006 nogmaals werd vergroot.

## Bouwbeschrijving

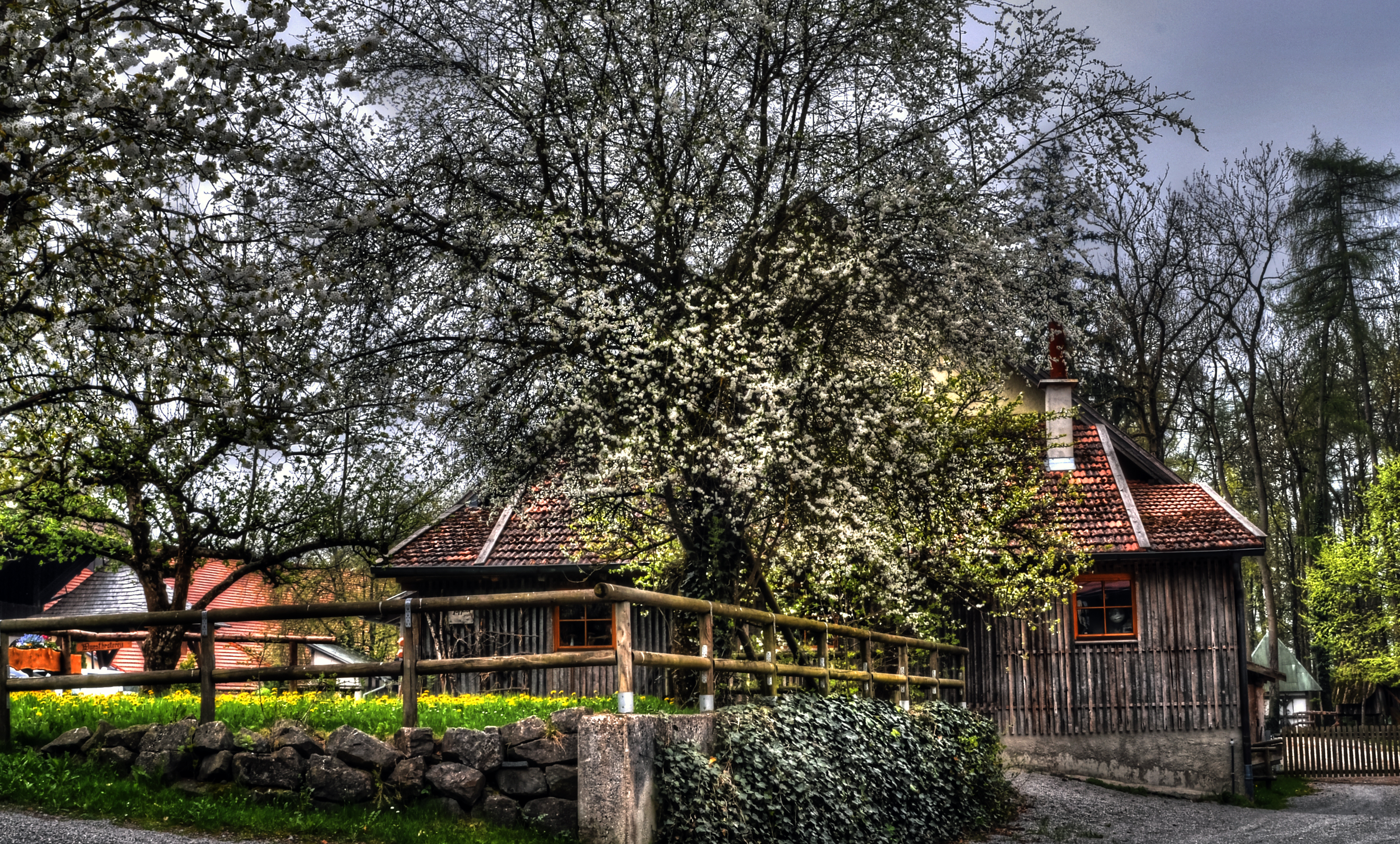
De woon- en werkgebouwen

Het ontwerp met vier vleugels gaat in grote mate terug op de 19e-eeuwse ombouw, die vanaf 1841 in opdracht van de toenmalige bezitter Johann Adolph Sommer plaatsvond. Van de middeleeuwse constructie zijn nog wel de graven behouden gebleven. De kernbouw van de westelijke vleugel gaat op de periode van de Landsbergse Jezuïeten terug (17e eeuw).
Naast het poortgebouw springt in het bijzonder de neogotische "Bergfried" met zijn kleine hoektorentjes in het oog. De fresco's met motieven uit de "Codex Manesse" zijn pas gemaakt toen men met de jaarlijkse ridderspelen begon (1979) en zijn ten dele nog niet voltooid.
Voor het hoofdslot ligt het grote domein van het goed, wiens eenvoudige woon- en werkgebouwen evenwel meestal in de 19e eeuw zijn gebouwd. Het terrein omheen het hoofdslot is dicht bebost. Een brug uit de Nieuwe Tijd maakt de toegang over de halsgracht mogelijk.